# Гера, Йожеф
Йожеф Гера (венг. Gera József; 24 октября 1896, Мако — 12 марта 1946, Будапешт) — венгерский политический деятель.

## Биография
В 1915—1918 гг. служил в австро-венгерской армии на российском и итальянском фронтах Первой мировой войны, демобилизовался в звании лейтенанта. Изучал медицину в Будапеште, в 1922 г. получил диплом врача. На протяжении четырёх лет практиковал в Будапеште как акушер и педиатр, в 1927 году вернулся в свой родной город Мако, где возглавил акушерское отделение городской больницы.
С 1939 года деятель нацистской партии «Скрещённые стрелы», сподвижник её лидера Ференца Салаши. В 1940 году в рамках репрессий режима Миклоша Хорти против «Скрещённых стрел» был приговорён к тюремному заключению. С 1942 года — заместитель руководителя партии, пришедшей в власти в Венгрии в октябре 1944 года в результате прогитлеровского военного переворота. В марте 1945 года Салаши освободил его от этой должности, а 24 апреля назначил одним из трёх членов управляющего совета, который должен был руководить Венгрией после поражения Германии.
После окончания Второй мировой войны был осуждён за военные преступления, совершённые на территории Венгрии, в том числе за соучастие в геноциде евреев, и в 15:25 по местному времени 12 марта 1946 года повешен во дворе Будапештской тюрьмы вместе с Салаши, Кароем Берегфи и Габором Вайной.
Тем не менее, по свидетельству современных историков, Гера был одним из деятелей венгерского военного правительства, содействовавших Раулю Валленбергу в его гуманитарной деятельности, в частности, обеспечивая защиту евреям в домах шведской и испанской дипломатических миссий.